# Identity (film)
Identity är en amerikansk långfilm från 2003 i regi av James Mangold, med John Cusack, Ray Liotta, Amanda Peet och John Hawkes i rollerna.

## Handling
Tio människor hamnar av en slump på ett ödsligt motell mitt i ödemarken. Då det är oväder och vägarna är översvämmade kan heller ingen av dem ge sig av. Därefter dröjer det inte länge innan de börjar dö, en efter en. Parallellt får man följa en slags mindre rättegång om huruvida en seriemördare, dömd till döden, ska benådas eller ej av medicinska skäl då den dömde tycks lida av personlighetsklyvning.

## Rollista
| John Cusack         | – Ed                             |
| Ray Liotta          | – Rhodes                         |
| Amanda Peet         | – Paris                          |
| John Hawkes         | – Larry                          |
| Alfred Molina       | – Dr. Malick                     |
| Clea DuVall         | – Ginny                          |
| John C. McGinley    | – George York                    |
| William Lee Scott   | – Lou                            |
| Jake Busey          | – Robert Maine                   |
| Pruitt Taylor Vince | – Malcolm Rivers                 |
| Rebecca De Mornay   | – Caroline Suzanne               |
| Carmen Argenziano   | – försvarsadvokat                |
| Marshall Bell       | – distriktsåklagare              |
| Leila Kenzle        | – Alice York                     |
| Matt Letscher       | – assisterande distriktsåklagare |